# فرودگاه صحرایی شا تین
فرودگاه صحرایی شا تین (به انگلیسی: Sha Tin Airfield) (به زبان بومی: RAF Shatin) یک فرودگاه نظامی است که یک باند فرود سنگفرش بتن دارد و طول باند آن ۶۰۰ متر است. این فرودگاه در کشور انگلستان قرار دارد و در ارتفاع ۸ متری از سطح دریا واقع شده‌است.